# Alimardan bey Topchubashov
Alimardan bey Topchubashov — Alimardan bey Alakbarov fue un estadista prominente de Azerbaiyán. Diplomado y jurista. Miembro de la Primera Duma Estatal en la Rusia Zarista (1905), miembro del Comité Ejecutivo Provisional del Consejo Nacional Musulmán en Bakú (1917), presidente del Parlamento de la República Democrática de Azerbaiyán (1918-1920).

## Vida
Alimardan bey Topchubashov nació en 1863 en el seno de una familia de trabajadores domésticos en Tbilisi. Recibió su primera educación en el primer gimnasio de Tbilisi, concluyó sus estudios de manera exitosa en 1884 e ingresó en la Facultad de Historia y Filología de la Universidad de San Petersburgo. Empero, después del primer semestre se cambió a la facultad de Derecho, de la cual se graduó en 1888 y recibió la nominación de candidato en jurisprudencia. El Consejo Científico de la Facultad de Derecho de la Universidad de San Petersburgo decidió conservar A.Topchubashov en el Departamento de Derecho Civil otorgándole el cargo de profesor. No obstante, esta decisión podía únicamente tener validez con la condición de que Alimardan bey Topchubashov aceptara la ortodoxia. Alimardan bey Topchubashov se negó a aceptar la ortodoxia, y la Ley del zar sobre la Universidad no permitió que A.Topchubashov asumiera el cargo correspondiente considerando que no era cristiano.
Después de este incidente A.Topchubashov viajó a Tbilisi y ahí trabajó como abogado e impartiendo clases de Derecho en la Escuela de Geodesia. 
El 8 de noviembre de 1934 falleció en las proximidades de París. La tumba de Alimardan bey Topchubashov se encuentra en el cementerio de la ciudad de Sen Klu.

## Actividad
A.Topchubashov llegó a Bakú en 1896, trabajó como abogado y ganó varios procesos judiciales muy complicados. Gracias a estos logros se creó una buena fama: gozó de un gran respeto y estima dentro de la población urbana. Fue uno de los fundadores y editores del periódico Kaspi desde 1897 hasta 1917. Se publicaron cientos de sus artículos en esos años. En estos artículos A. Topchubashov trató diversos temas científicos; teóricos, acerca de los poetas, escritores, dramaturgos, intelectuales e individuos prominentes de Azerbaiyán. Escribió sobre la situación que los musulmanes vivían bajo el Imperio ruso y acerca de la política discriminatoria del zarismo.
A.Topchubashov apareció en la arena de la lucha política y social de Bakú desde los comienzos de su carrera, estuvo a la vanguardia de esta lucha y se convirtió en uno de sus líderes a lo largo de su vida. Durante la Revolución rusa de 1905-1907 muchos intelectuales de Azerbaiyán, incluido A.Topchubashov, se unieron a la lucha del pueblo por la libertad. Escribió una serie de peticiones en defensa de los trabajadores bajo el yugo del gobierno zarista, intervino en las reuniones, congregaciones, mítines, fue miembro activo y más tarde presidente de la Duma de Bakú. También participó en la creación y actuación de la única unión de musulmanes de Rusia: "Ittifagi-al-Muslim”. Los congresos I-IV en Nijni-Novgorod, San Petersburgo, se llevaron a cabo bajo su presidencia y fue miembro del buró permanente del Comité Central, elegido en los congresos de "Ittifagi-al-Muslim”.
En septiembre de 1905 el gobierno zarista permitió celebrar la reunión de trabajadores de la industria petrolera y representantes de los obreros con el fin de disuadir de proletariado de Bakú de la lucha revolucionaria. Hubo comicios para enviar delegados a la reunión. Entre los representantes elegidos para ir a la reunión también estuvo A.Topchubashov. La reunión se inició en San Petersburgo el 30 de septiembre y A.Topchubashov dio información sobre la situación deplorable de los obreros de Bakú defendiendo sus intereses. El gobierno zarista que temía de la lucha revolucionaria de los trabajadores de Rusia que se intensificaba cada vez más, promulgó una ley sobre las elecciones a la Duma Estatal en diciembre de 1905. En marzo-abril de 1906, se celebraron por primera vez elecciones a la Duma Estatal en las ciudades de Bakú y Elizavetpol.
A.Topchubashov fue elegido para ocupar un cargo en la Primera Duma Estatal junto con Ismayil kan Ziyadkhanov, M.Aliyev, A.Khasmammadov y otros. Del 27 de abril al 8 de julio de 1906 la Primera Duma Estatal operó en San Petersburgo. A.Topchubashov participó en la discusión de varios temas en la Duma, criticó las políticas agrarias y de reasentamiento del gobierno y favoreció la demanda de autonomía de las minorías en Rusia, especialmente de los musulmanes. Los diputados de las provincias musulmanas de Rusia en la Duma Estatal crearon una facción musulmana encabezada por A.Topchubashov en la Duma Estatal. 72 días bastaron para que el gobierno zarista disolviera la Duma con inclinación revolucionaria y que criticaba su actividad. Aproximadamente 200 diputados se reunieron en Viborg el 9 y 10 de julio de 1906 protestando contra la disolución de la Duma y aceptaron el “Llamamiento de Viborg”.
A.Topchubashov fue uno de los firmantes de este llamamiento. La actividad político-social de A.Topchubashov se difundió aún más después de las Revoluciones de Febrero y de Octubre en 1917 y se unió a la lucha por la independencia estatal de Azerbaiyán.

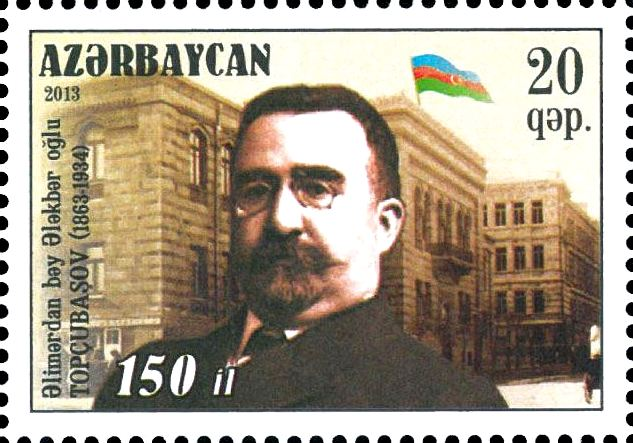
Estampilla de Azerbaiyán emitida en 2013

El 5 de marzo de 1917 en Bakú fue creado el Consejo de Organizaciones Públicas y su Comité Ejecutivo. A.Topchubashov se unió al Comité junto con Mammadhasan Hajinski, I.Frolov, I.Heydarov y otros miembros. En julio se organizó el nuevo cuerpo del comité, integrado por 33 miembros. A.Topchubashov fue elegido presidente del nuevo comité. El 29 de marzo de 1917 se estableció el Comité Ejecutivo Provisional del Consejo Nacional Musulmán en Bakú. Mammad Amin Rasulzadeh, Mammadhasan Hajinski, A.Topchubashov y otros fueron seleccionados dentro de este comité. Como resultado del trabajo y la actividad intensa de los líderes de esta organización, el congreso de los musulmanes de todo el Cáucaso se convocó en Bakú para llevarse a cabo del 15 al 20 de abril de 1917. El congreso fue presidido por A.Topchubashov, quien en su primer discurso criticó la política del gobierno zarista contra el pueblo y destacó la idea de que la política del antiguo gobierno ruso hacia los pueblos no rusos que vivían en Rusia fue una política dirigida a separar a estos pueblos. El botón de muestra fueron los pueblos armenio y musulmán. El 12 y 15 de agosto de 1917 en Moscú fue convocado el Consejo Estatal. Entre los 34 delegados musulmanes invitados por el gobierno provisional de diversas partes de Rusia estaba el representante de Azerbaiyán, A.Topchubashov.
El 13 de agosto, se realizó la reunión de los delegados musulmanes en Moscú. Aquí se organizó la comisión que iba a preparar el informe del representante que habría de intervenir en la reunión. La comisión le encargó a A. Topchubashov que preparara un informe y pronunciara un discurso. En su discurso A.Topchubashov destacó que los musulmanes que vivían en Rusia favorecían el derrocamiento del zarismo, conservando y fortaleciendo las organizaciones sociales y políticas, los logros revolucionarios: libertad, igualdad y hermandad, que comenzaron a aparecer en todas partes sobre la base democrática. Los días 5, 6 y 12 de septiembre de 1917 se llevó a cabo la siguiente reunión del Comité de Organizaciones Sociales de Musulmanes de Bakú. En la reunión A.Topchubashov fue nombrado presidente del comité y los vicepresidentes fueron Mahammad Amin Rasulzade y Fatali kan Khoyski. En los meses octubre-noviembre participó en las votaciones generales a la Duma urbana de Bakú y fue elegido miembro de la Duma.
A.Topchubashov, del 30 de marzo al 1 de abril de 1918, estuvo entre los que trataron de impedir la masacre masiva cometida contra los azerbaiyanos por los bolcheviques y dashnaks bajo la bandera de la protección de la Unión Soviética. Fue uno de los miembros de la “conferencia de paz” encabezada por A.Japaridze el 1 de abril y aceptó los requisitos del Comité Revolucionario de Protección.
A.Topchubashov aceptó jubilosamente la creación de la República Democrática de Azerbaiyán. Fue nombrado ministro sin cartera en el segundo gabinete creado en junio de 1918 por Fatali kan Khoyski y en octubre fue designado para ocupar el cargo de Ministro de Asuntos Exteriores. Desde el día de la fundación de la República Democrática de Azerbaiyán, siendo un científico y jurista trabajó con todas sus fuerzas para lograr el reconocimiento de su gobierno por el mundo y la creación de las relaciones diplomáticas. Trabajó incansablemente como abogado en el campo del reconocimiento de los países del mundo y el establecimiento de relaciones diplomáticas. El gobierno de Azerbaiyán envió a A.Topchubashov a Estambul como ministro extraordinario y plenipotenciario para establecer relaciones diplomáticas con el Imperio Otomano y a través de él con los países de Europa. En el telegrama enviado por F.Khoyski a Mahammad Amin Rasulzade, presidente de la delegación de Azerbaiyán en Estambul podemos leer: ”Por la decisión del Gobierno del 20 de agosto de 1918 el miembro del Gobierno de Azerbaiyán Alimardan bey Topchubashov fue enviado al gobierno del Imperio Otomano como ministro extraordinario y plenipotenciario para todos los asuntos relacionados con los intereses de la República de Azerbaiyán”.
En agosto del año 1918 A.Topchubashov partió de Ganja teniendo como itinerario Tbilisi, Batumi y después de muchas dificultades llegó a Estambul a fines de septiembre. Al llegar a Turquía A.Topchubashov, en los meses octubre-noviembre del año 1918 se encontró con el sultán otomano y con unos ministros y diplomados, les informó sobre la situación política y económica imperante en Azerbaiyán e intercambiaron opiniones sobre asuntos diversos. Extendió una nota de protesta al Ministerio de Asuntos Exteriores de Turquía relacionada con la parte del contrato de Mudros concerniente a Azerbaiyán. Señaló que este contrato “"facilita la ocupación de Azerbaiyán y esto pone al país en peligro... La cesión de los ferrocarriles de la República de Azerbaiyán a los países extranjeros no concuerda con el derecho internacional".

## Actividad en el Parlamento de Azerbaiyán
El 7 de diciembre de 1918 comenzó a actuar el parlamento azerbaiyano bajo unas nuevas condiciones políticas muy difíciles surgidas en el país. El presidente del Consejo Nacional y del Partido de Musavat, Mahammad Amin Rasulzade, abrió el parlamento y felicitó a sus miembros y los instó a ser los defensores del bienestar y beneficio del pueblo. Al mismo tiempo, M.Rasulzade propuso elegir al presidente y vicepresidente del parlamento. A pesar de estar en Estambul, A. Topchubashov, que era muy conocido y respetado en Azerbaiyán y todo el Cáucaso, resultó elegido por unanimidad presidente del primer parlamento de Azerbaiyán. Como escribe el historiador F.Kazimzada, "A. Topchubashov, quien había sido elegido presidente del parlamento, era un abogado con suprema educación y muy tolerante en sus opiniones". El 28 de diciembre el parlamento definió el cuerpo de delegados que iban a asistir a la conferencia de paz en París. Los designados fueron: A.Topchubashov (presidente), Mammadhasan Hajinski (vicepresidente), A.Sheykhulisamov , Ahmad bey Aghayev, M.Maharramov, J.Hajibeyli y M.Mehdiyev.
El 20 de enero la delegación prevista para participar en la conferencia de paz de París llegó a Estambul. Sin embargo, el gobierno francés no les concedió las visas para que pudieran viajar a París. En aquel tiempo A. Topchubashov mantuvo reuniones con diplomáticos y representantes de Turquía, Irán, Rusia, los EUA, el Reino Unido y Francia, brindó información sobre la situación política y económica de Azerbaiyán y les pidió que contribuyeran a que Azerbaiyán fuera reconocido por sus países como un estado independiente. Francia se negó a conceder visado no solo a Azerbaiyán, sino también a los representantes de Don, Kubán, Unión de Daghlilar, Ucrania y Georgia. Ellos también estaban en Estambul. Los representantes de estos países comenzaron a luchar juntos para obtener el visado para viajar hacia París. Fue elaborado un memorándum por A.Topchubashov, los representantes lo firmaron y lo presentaron al Comisario Supremo de la Gran Bretaña, el almirante Vebb. Tres meses después de una ardua negociación, el 22 de abril de 1919, la delegación azerbaiyana encabezada por A.Topchubashov partió hacia París habiendo conseguido su cometido. La delegación de Azerbaiyán que llegó a París a principios de mayo se reunió con los representantes de Polonia, Georgia, Irán, EUA, Inglaterra, etc. y mantuvo conversaciones acerca de la situación político-económica. Durante un mes el logro más importante de la delegación azerbaiyana fue el encuentro con el presidente de los EE.UU, Woodrow Wilson, una figura política muy destacada en su época.

## Actividad fuera de Azerbaiyán
El 28 de mayo de 1919 el presidente estadounidense W. Wilson recibió a la delegación de Azerbaiyán encabezada por A.Topchubashov, quien le transmitió información detallada sobre los azerbaiyanos y acerca de la situación política y económica imperante en Azerbaiyán, incluido el Cáucaso. Asimismo, le entregó un memorando consistente en tres artículos que iba a ser presentado en la Conferencia de Paz de París. No obstante, la delegación azerbaiyana no alcanzó sus objetivos en el encuentro, pero Wilson les aseguró que "... en el futuro, el pueblo de Azerbaiyán recibirá gran ayuda y asistencia de Estados Unidos en la preservación de su libertad e independencia". “El memorando de paz de París de la delegación de la República de Azerbaiyán del Cáucaso”, preparado con la participación directa de A.Topchubashov, fue presentado a la secretaría de la conferencia de paz. Este documento constaba de 14 secciones. Los participantes de la conferencia fueron informados ampliamente sobre la situación histórica, etnográfica, económica y política en Azerbaiyán. La delegación de Azerbaiyán, dirigida por A.Topchubashov expandió sus actividades día a día -13 de junio, 7 de julio, 9 de octubre de 1919-y en conjunto con los representantes de Georgia, Letonia, Estonia, el Cáucaso Norte, Bielorrusia y Ucrania enviaron una nota de protesta, una declaración y una carta al presidente de la conferencia de paz de París.
El 15 de enero de 1920 A.Topchubashov y M.Maharramov de la delegación azerbaiyana y I.Sereteli y Z.Avalov de la delegación georgiana fueron invitados al Ministerio de Asuntos Exteriores de Francia. El primer secretario del ministerio, Jul Cambon, declaró que Azerbaiyán fue reconocido de facto por los estados miembros y aliados del Consejo Supremo el 11 de enero, otorgándole a A.Topchubashov el documento oficial de la Conferencia de Paz de París. Tras una reseña breve sobre la situación política en Azerbaiyán, A.Topchubashov expresó su agradecimiento a los países grandes por haber reconocido la independencia de Azerbaiyán. Al mismo tiempo, afirmó que la República de Azerbaiyán estaba a la espera de la asistencia de las grandes potencias y de su reconocimiento por el derecho internacional de su independencia. El reconocimiento de la República de Azerbaiyán por parte de los grandes Estados del mundo fue el resultado de la exitosa actividad diplomática de los representantes de Azerbaiyán encabezados por A.Topchubashov. A.Topchubashov escribió desde París a Nasib bey Yusifbeyov, primer ministro de la República de Azerbaiyán, con motivo de la victoria alcanzada como consecuencia de un trabajo arduo, muy difícil: "No hay nada tan flexible y modesto como la política ... empieza nuestra era, cuando las esperanzas de existencia libre e independiente se fortalecen, nunca hemos perdido la esperanza ... Creímos que nuestra gente podría vivir de forma independiente, y de alguna manera podríamos lograr la independencia ... Ante tan valiosa felicidad, nunca nos hemos hecho a un lado y no nos retiraremos, porque no conocemos nada igual de valioso a esta alegría".
A. Topchubashov fue una gran figura de la República Democrática de Azerbaiyán: en los años 1920-1934 vivió en París, continuó su actividad sociopolítica, escribió artículos sobre la historia, geografía, literatura de Azerbaiyán, la creación de la República Democrática de Azerbaiyán, libros sobre figuras literarias y artículos para periódicos y revistas. Como una de las personalidades prominentes de la emigración política, A. Topchubashov se reunió con representantes de los círculos oficiales de Francia y planteó la cuestión de la ayuda a las fuerzas nacionales en la lucha por la desocupación de Azerbaiyán y discutió problemas acerca de las relaciones bilaterales. Asistió a las conferencias celebradas los 5-16 de julio de 1920 en Spa (Bélgica), del 21 de febrero al 14 de marzo en Londres (Gran Bretaña), en los meses abril-mayo del año 1922 en Génova (Italia). A.Topchubashov falleció en el distrito de Saint-Denis de París el 5 de noviembre de 1934 y fue enterrado en el cementerio de Saint-Cloud. 
La madre de Alimardan bey, la señora Sevar pertenecía a la generación de Vakilovlar.

## Memoria
- Se hizo una película llamada “Tumbas solitarias” sobre Alimardan bey Topchubashov.[4]

## Galería

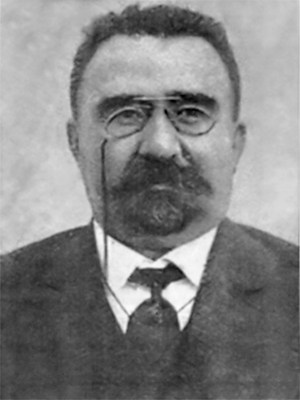
Alimardan bey Topchubashov
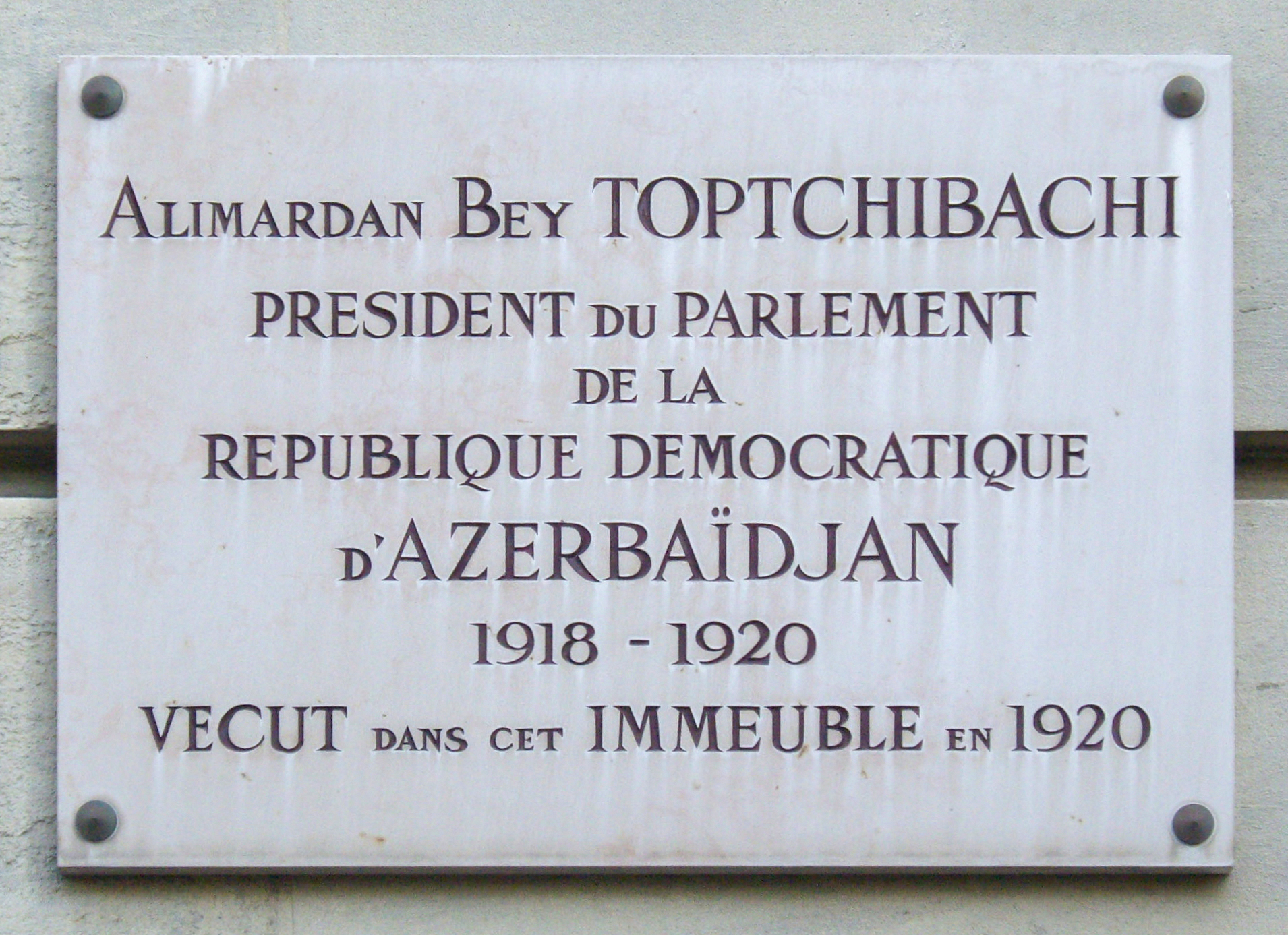
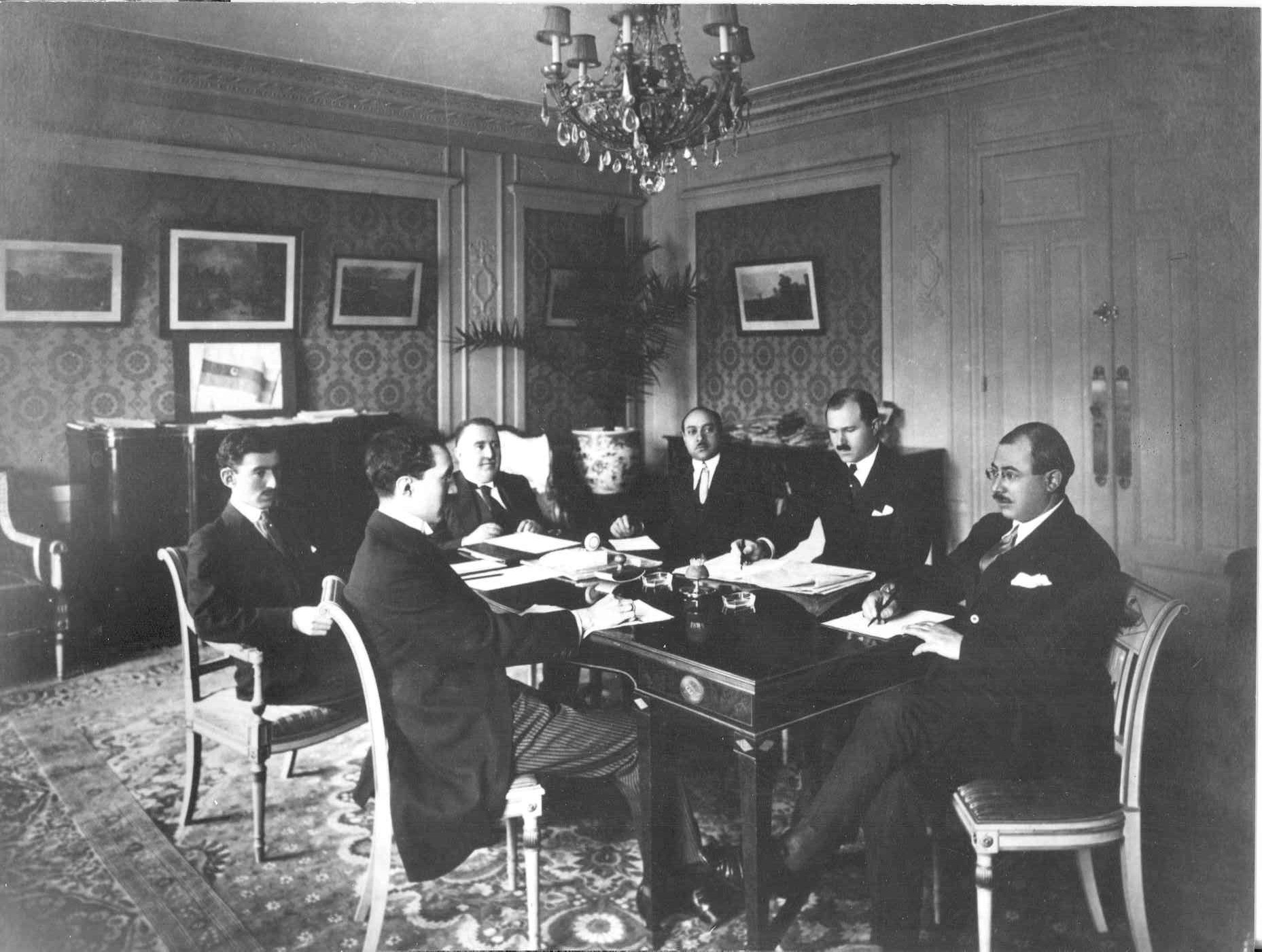
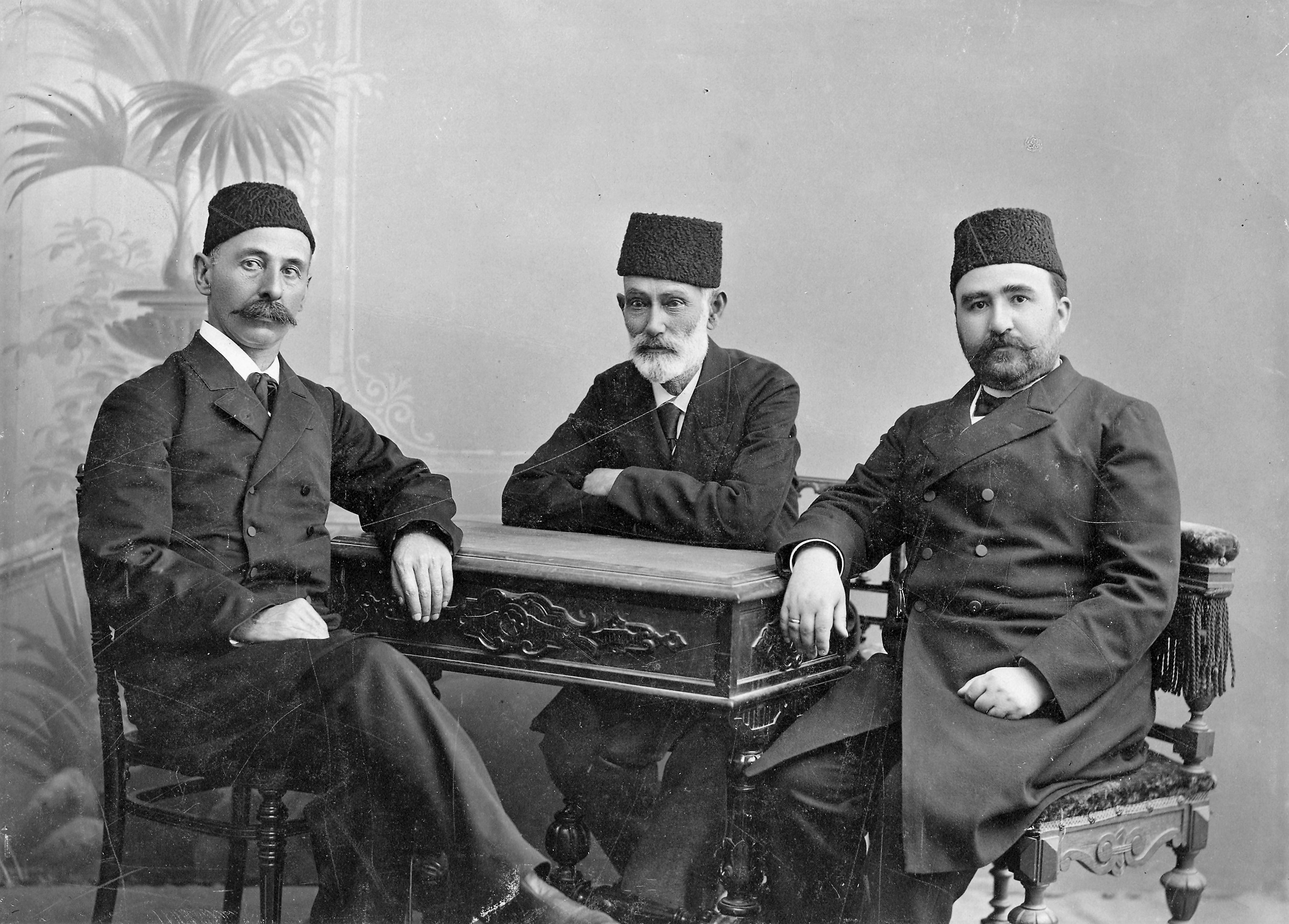
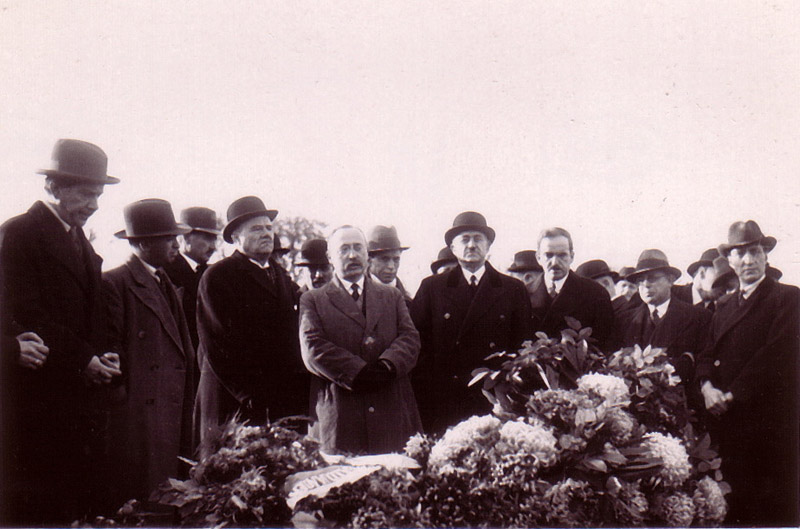

## Literatura
- Jamil Hasanli. Historia de un personaje connotado e histórico: Alimardan bey Topchubashov. Bakú, “Ada”, 2013. ISBN 2000335297968
- Musa Gasimli, Elmira Huseynova. Ministros de Asuntos Exteriores de Azerbaiyán. Bakú, Mutarjim, 2003; Edición redactada, Mutarjim, 201